# ジェニファー・ルイス
ジェニファー・ルイス（Jenifer Lewis、1957年1月25日 - ）は、アメリカ合衆国の女優。
近年は「カーズシリーズ」のフロー役など、アニメ映画の声優として出演している。

## 出演作品

### 映画
- コリーナ、コリーナ（1994年）（ジャヴィーナ・ワシントン）
- 天使にラブ・ソングを…（1992年）（ミシェル）
- TINA ティナ（1993年）（ゼルマ・ブロック）
- ポエティック・ジャスティス/愛するということ（1993年）（アン）
- パンサー（1995年）
- 地獄の穴（1995年）
- ダーク・ストリート/仮面の下の憎しみ（1995年）
- ガール6（1996年）（ボス#1）
- 天使の贈りもの（1996年）（マーガレット・コールマン）
- マイ・フレンド・メモリー（1998年）（アディソン校長）
- ゲット・レディ! 栄光のテンプテーションズ物語（1998年）
- タイムトラベラー きのうから来た恋人（1999年）（ニーナ・アロン）
- ミステリー・メン（1999年）（ルシール）
- TVショウ／夢と野望の間で (2000年)<TVM>
- ダナ&ルー リッテンハウス女性クリニック（2000年）
- リトル・リチャード　ザ・ロックン・ローラー（2000年）
- ラッキー・タウン（2001年）
- プリティ・ダンク（2002年）
- SHARK カリスマ敏腕検察官 シーズン1（2006年）
- デイ・ブレイク
- ボストン・リーガル シーズン4
- 愛し方を忘れたら（2009年）
- ヒア アフター（2010年）
- ファイブ ある勇敢な女性たちの物語（2011年）
- 魔法の恋愛書（2012年）
- 30日の婚活トラベル（2013年）
- ベガス流 ヴァージンロードへの道（2014年）（ロレッタ）
- ブラッキッシュ（2014年）（ルビー・ジョンソン）
- ベストマン -シャイな花婿と壮大なる悪夢の2週間-（2015年）（ドリス・ジェンキンス）
- オフィス・ラブバトル（2015年）
- キャスト・アウェイ（2020年）（ベッカ・トウィグ）
- メル・ブルックス／珍説世界史PARTII（2023年）
- This Is Me… Now（2024年）

### アニメ映画
- カーズシリーズ（フロー）
  - カーズ（2006年）
  - カーズ2（2011年）
  - カーズトゥーン ラジエーター・スプリングスの仲間たち（2013年 - ）
  - カーズ・オン・ザ・ロード（2022年）
- プリンセスと魔法のキス（2009年）（ママ・オーディ）
- ベイマックス ザ・シリーズ（2017年）（グランビル教授）
- アダムス・ファミリー（2019年）（スルーム）
- ゴースト&モリー（2021年）（パティ）
- プリンセス・パワー（2023年 - ）
- エリアンと魔法の絆（2024年）